# Бережок (Свердловская область)
Бережок — посёлок в муниципальном округе Дегтярск Свердловской области России.

## Географическое положение
Посёлок Бережок расположен в 7 километрах (по автодороге в 8 километрах) к северо-северо-западу от города Дегтярска, на южном берегу Ельчёвского пруда, на автодороге Ревда — Курганово.

## История
12 ноября 1979 года Исполнительный комитет Свердловского областного Совета народных депутатов принял решение просить Президиум Верховного Совета РСФСР переименовать посёлок Дом отдыха в поселок Бережок. Указом Президиума Верховного Совета РСФСР от 08.07.1985 г. посёлок Дом отдыха переименован в Бережок.

## Население
| 2002 | 2010 |
| ---- | ---- |
| 64   | ↘45  |